# Mimosybra postlineata
Mimosybra postlineata är en skalbaggsart som beskrevs av Hüdepohl 1995. Mimosybra postlineata ingår i släktet Mimosybra och familjen långhorningar.
Artens utbredningsområde är Filippinerna. Inga underarter finns listade i Catalogue of Life.